# Beilschmiedia nitida
Beilschmiedia nitida är en lagerväxtart som beskrevs av Adolf Engler. Beilschmiedia nitida ingår i släktet Beilschmiedia och familjen lagerväxter. Inga underarter finns listade i Catalogue of Life.